# Rasso-Pilgerweg
Rund um den Ammersee verläuft der Rasso-Pilgerweg, dessen Zielort die Kirche des heiligen Rasso bei Grafrath ist. Über den Zeitraum von mehreren Jahrhunderten hinweg war sie im südbayerischen Raum eine der wichtigsten Wallfahrtsstätten, zu der Menschen aus einem weiten Umkreis pilgerten, um ihre Bitten vor Gott zu tragen. Mit dem Ziel der Wiederentdeckung der Wallfahrt in zeitgemäßer Form wurde der Weg wiederbelebt und beworben.

## Wegverlauf

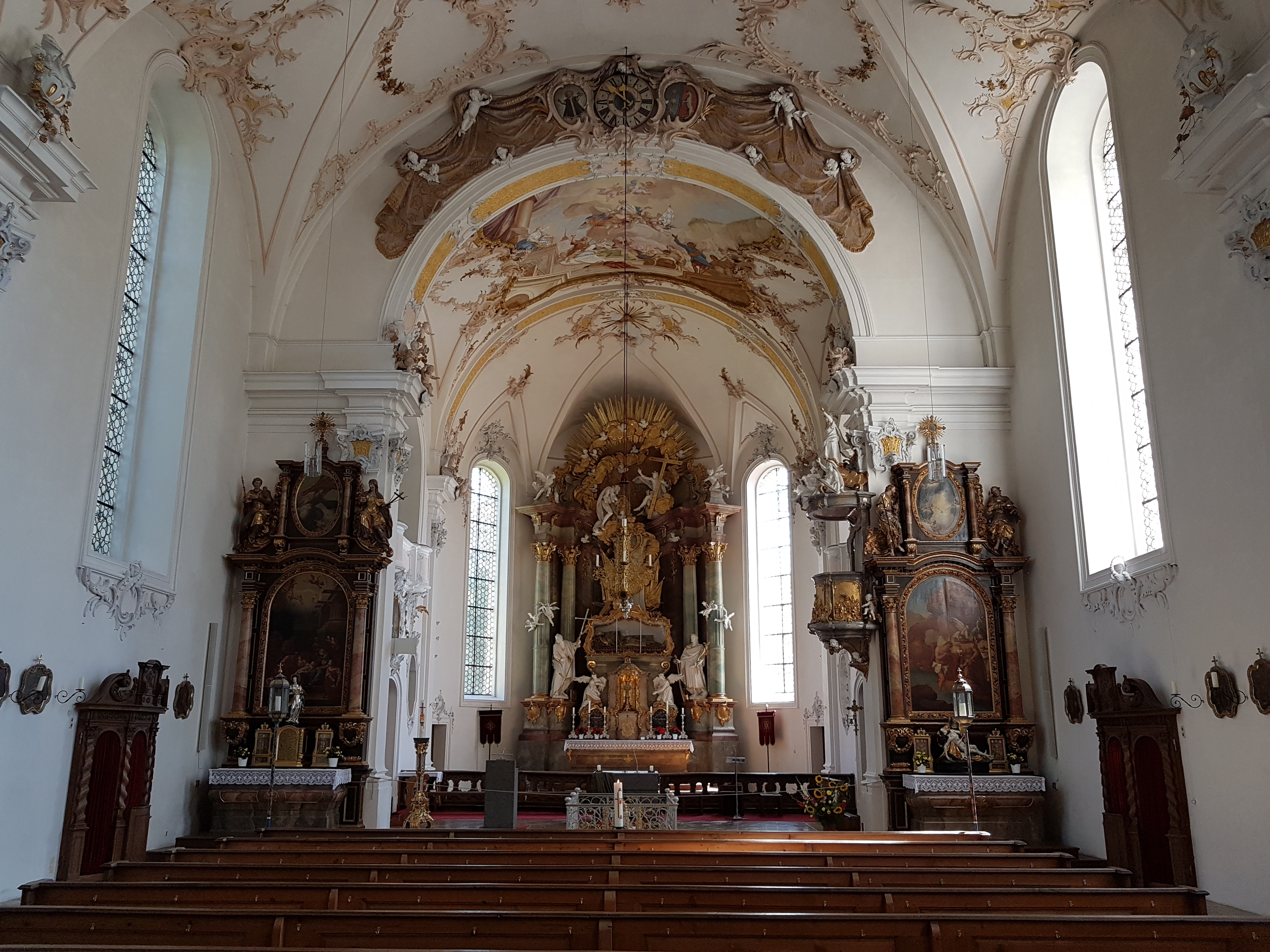
St.-Rasso-Kirche in Grafrath; vor dem Altar umgittert das Grab des hl. Rasso, oben im Altaraufbau die zur Verehrung erhobenen Gebeine

Der Rasso-Pilgerweg ist insgesamt etwa 80 Kilometer lang und verläuft über vier Tagesetappen rund um den Ammersee. Er beginnt an der Benediktinerabtei St. Ottilien und führt über die Orte Schondorf, Dießen und Andechs.
Die große Anzahl an Klöstern und ehemaligen Klöstern auf dem Weg zeugt von dem alten und reichen spirituellen Hintergrund dieser Region. Das von Rasso ursprünglich auf der Amperinsel Wörth gegründete Benediktinerkloster wurde später nach Dießen verlegt, die Reliquien nach Andechs gebracht, sein Grab allerdings blieb in Wörth und entwickelte sich schon bald zum Ziel vieler Pilger – der Ort selbst wurde schon im Mittelalter nach dem dort begrabenen und vom Volk als heilig verehrten Grafen St. Grafrath benannt. An diesem endet schließlich der Rasso-Pilgerweg.

## Historische Hintergründe
Der Pilgerweg folgt den Spuren des heiligen Rasso, der im frühen Mittelalter als Graf in der Region zwischen Ammersee und Starnberger See wirkte. Das Grab des Heiligen wurde schon im Mittelalter von zahlreichen Pilgern aus Bayern, Schwaben und Tirol besucht. So ist überliefert, dass unzählige Wunder an dem Wallfahrtsort geschehen sein sollen. Besonders bei Leiden und Krankheiten des Unterleibs erhofften sich die Pilger durch die Wallfahrt nach Grafrath Gesundung.
Sechs Mirakelbücher, Sammlungen von Wunderberichten, sind bezeugt, drei davon mit mehr als 13.000 Einträgen blieben erhalten. Im Archiv des Klosters Andechs werden Berichte aufbewahrt, die Rassos wunderbare Hilfe bis in die heutige Zeit schildern.